# Soulhead
Soulhead es una dúo de R&B y al Hip-Hop graduado de la Prefectura de Hokkaido en Japón. Consiste en dos hermanas, la mayor llamada YOSHIKA, y la menor llamada TSUGUMI.
Soulhead debutó en la industria en agosto del año 2002 con el lanzamiento de su primer sencillo "Step to the New World", tomando cargos ellas mismas en la creación de letras, así como también composición de canciones. En marzo del 2003 lanzaron su primer álbum "Oh My Sister", el cual entró dentro de los tres álbumes más vendidos de todo Japón, vendiendo más de 200 mil copias. El dúo pertenece al sello Sony Music Associated Records, el cual les ha dado la oportunidad de probar suerte con su música fuera de su país natal, como en Australia y Nueva Zelanda, ya que pueden pasar perfectamente desapercibidas de inglés, ya que constantemente cantan en el idioma americano, fuera del japonés.
Con el tiempo han ido adquiriendo reputación dentro del ambiente de música urbano japonés, y ya han trabajado con varios artistas del ambiente como Toshinobu Kubota, Sowelu, Crystal Kay, Ken Hirai y Kumi Kōda.
Están influenciadas por artistas como Public Enemy, Toshinobu Kubota, TLC, Snoop Dogg, The Beatles, Janis Joplin, Takuro Yoshida, Ice T ...
Después de 4 años de silencio en el año 2010 preparan su nuevo sencillo bajo su nueva casa discográfica Avex Group.

## Discografía

### Singles
1. Step to the new world (21/08/2002)
2. Lover, knight, man (20/11/2002)
3. sora (空?) (05/02/2003)
4. Oh my sister (remix) / i'm just going down (02/05/2003)
5. Get up!ep (30/07/2003)
6. You can do that (21/01/2004)
7. No way (24/03/2004)
8. At the party (02/06/2004)
9. Fiesta (15/06/2005)
10. Sparkle☆train / got to leave (14/12/2005)
11. Pray / xxx feat. kumi kōda (01/02/2006)
12. kimi no kiseki / itsu made mo... (キミノキセキ/いつまでも...?) (6 de diciembre de 2006)
13. Dear friends (24 de enero de 2007)
14. Soulhead (24 de febrero de 2010)

#### Colaboraciones
- Like A Queen feat. SOULHEAD / Tomita Lab (23/02/2005)
- D.D.D. feat. SOULHEAD / Kumi Kōda (21/12/2005)

### Álbumes

#### Estudio
1. Oh my sister (05/03/2003)
2. Braided (28/04/2004)
3. Naked (08/03/2006)

#### Otros
- Re-constract album vol. 1 "reflection" (26/09/2003)
- Crystallized (21/06/2006)
- Best of soulhead (21 de febrero de 2007)

### DVD
- Oh my sister live & clips (18 de octubre de 2003)
- Soulhead tour 2006 naked (9 de agosto de 2006)

## DVD
- Oh my sister live & clips (08/10/2003)
- Soulhead tour 2006 "naked" (09/08/2006)